# Hamonia
Hamonia is een geslacht van vliesvleugeligen uit de familie Eulophidae. De wetenschappelijke naam van dit geslacht is voor het eerst geldig gepubliceerd in 1957 door Risbec.

## Soorten
Het geslacht Hamonia omvat de volgende soorten:
- Hamonia reunionensis Risbec, 1957
- Hamonia sexdentata Risbec, 1957
- Hamonia sylvatica Risbec, 1957